# Saskatoon
Saskatoon je najveći grad u kanadskoj provinciji Saskatchewan od 222 189 stanovnika.

## Povijest
Naselje Saskatoon osnovano je 1883. s namjerom da postane glavni grad buduće kolonije, ali to nikad nije postao. Velik poticaj razvoju grada bio je dolazak željeznice iz grada Regina 1890. koji leži 259 km jugoistočno, od tad je grad naglo skočio brojem stanovnika, i razvio se kao trgovačko kulturni centar tog dijela Kanade.

## Zemljopisne karakteristike
Grad leži na obali rijeke Južni Saskatchewan.
Velika Hidroelektrana Gardine, sa svojim akomulacionim jezerom Diefenbaker, leži 100 km južno od grada.

## Privreda, kultura i transport
Saskatoon je centar rudarskog kraja u kom se kopa potaša i uran ali i crpu velike količine nafte i plina.
U gradu postoji velika rafinerija nafte, ali i brojne druge tvornice kemijske, metalne, tekstilne i prehrambene industrije.
Saskatoon ima Sveučilište koji je osnovan 1907.i velik broj koledža i brojne istraživalačke institucije. Grad ima simfonijski orkestar, brojne galerije i druge kulturne institucije.
U gradu se nalazi međunarodna zračna luka John E. Diefenbaker International Airport (IATA kod: YXE, ICAO kod: CYXE)

## Vanjske poveznice
- Saskatoon na portalu Encyclopædia Britannica (engl.)